# Coupe du monde de ski de fond 2007-2008
Navigation
Édition précédente Édition suivante
La 27e édition de la Coupe du monde de ski de fond s'est déroulée du 27 octobre 2007 au 16 mars 2008.

## Classements

### Classements généraux
| Rang | Nom                   | Pays               | Points |
| ---- | --------------------- | ------------------ | ------ |
| 1    | Lukáš Bauer           | République tchèque | 1462   |
| 2    | Rene Sommerfeldt      | Allemagne          | 829    |
| 3    | Pietro Piller Cottrer | Italie             | 783    |
| 4    | Tord Asle Gjerdalen   | Norvège            | 692    |
| 5    | Giorgio Di Centa      | Italie             | 692    |
| 6    | Tor Arne Hetland      | Norvège            | 656    |
| 7    | Anders Södergren      | Suède              | 549    |
| 8    | Axel Teichmann        | Allemagne          | 543    |
| 9    | Jens Arne Svartedal   | Norvège            | 527    |
| 10   | Valerio Checchi       | Italie             | 510    |

| Rang | Nom                     | Pays      | Points |
| ---- | ----------------------- | --------- | ------ |
| 1    | Virpi Kuitunen          | Finlande  | 1552   |
| 2    | Astrid Jacobsen         | Norvège   | 1255   |
| 3    | Justyna Kowalczyk       | Pologne   | 1096   |
| 4    | Charlotte Kalla         | Suède     | 1046   |
| 5    | Petra Majdic            | Slovénie  | 969    |
| 6    | Valentina Shevchenko    | Ukraine   | 957    |
| 7    | Arianna Follis          | Italie    | 934    |
| 8    | Claudia Nystad          | Allemagne | 921    |
| 9    | Aino-Kaisa Saarinen     | Finlande  | 826    |
| 10   | Evi Sachenbacher-Stehle | Allemagne | 736    |

### Classements de distance
| Rang | Nom                   | Points |
| ---- | --------------------- | ------ |
| 1    | Lukáš Bauer           | 986    |
| 2    | Pietro Piller Cottrer | 516    |
| 3    | Rene Sommerfeldt      | 494    |
| 4    | Vincent Vittoz        | 456    |
| 5    | Anders Södergren      | 433    |

| Rang | Nom                  | Points |
| ---- | -------------------- | ------ |
| 1    | Virpi Kuitunen       | 729    |
| 2    | Valentina Shevchenko | 707    |
| 3    | Justyna Kowalczyk    | 661    |
| 4    | Astrid Jacobsen      | 644    |
| 5    | Claudia Nystad       | 535    |

### Classements de sprint
| Rang | Nom                 | Points |
| ---- | ------------------- | ------ |
| 1    | Ola Vigen Hattestad | 450    |
| 2    | Emil Jönsson        | 448    |
| 3    | John Kristian Dahl  | 321    |
| 4    | Anders Gløersen     | 315    |
| 5    | Tor Arne Hetland    | 291    |

| Rang | Nom              | Points |
| ---- | ---------------- | ------ |
| 1    | Petra Majdič     | 609    |
| 2    | Astrid Jacobsen  | 570    |
| 3    | Virpi Kuitunen   | 538    |
| 4    | Natalia Matveeva | 365    |
| 5    | Pirjo Muranen    | 365    |

## Calendrier et podiums

### Hommes
| Date                  | Lieu        | Épreuve                    | Vainqueur                                                                                | Deuxième                                                                             | Troisième                                                                    | Détails |
| 27/10/2007            | Düsseldorf  | Sprint libre               | Josef Wenzl                                                                              | Björn Lind                                                                           | John Kristian Dahl                                                           |         |
| 28/10/2007            | Düsseldorf  | Sprint par équipe          | Suède I Thobias Fredriksson Peter Larsson                                                | Norvège II Johan Kjølstad Tor Arne Hetland                                           | Suède II Marcus Hellner Emil Joensson                                        |         |
| 24/11/2007            | Beitostølen | 15 km style libre          | Axel Teichmann                                                                           | Lukáš Bauer                                                                          | Anders Södergren                                                             |         |
| 25/11/2007            | Beitostølen | Relais 4 × 10 km           | Norvège II Martin Johnsrud Sundby Jens Arne Svartedal Tore Ruud Hofstad Tor Arne Hetland | Norvège I Eldar Rønning Odd-Bjørn Hjelmeset Morten Eilifsen Tord Asle Gjerdalen      | Russie I Vassili Rotchev Nikolaï Pankratov Aleksandr Legkov Eugeni Dementiev |         |
| 01/12/2007            | Kuusamo     | Sprint classique           | Johan Kjølstad                                                                           | Emil Jönsson                                                                         | Mats Larsson                                                                 |         |
| 02/12/2007            | Kuusamo     | 15 km classique            | Lukáš Bauer                                                                              | Eldar Rønning                                                                        | Axel Teichmann                                                               |         |
| 08/12/2007            | Davos       | 15 km classique            | Axel Teichmann                                                                           | Odd-Bjørn Hjelmeset                                                                  | Sami Jauhojärvi                                                              |         |
| 09/12/2007            | Davos       | Relais 4 × 10 km           | République tchèque Martin Jakš Lukáš Bauer Milan Šperl Martin Koukal                     | Italie I Giorgio Di Centa Valerio Checchi Pietro Piller Cottrer Cristian Zorzi       | Suède Mats Larsson Johan Olsson Anders Södergren Marcus Hellner              |         |
| 15/12/2007            | Rybinsk     | 30 km style libre          | Tor Arne Hetland                                                                         | Ville Nousiainen                                                                     | Pietro Piller Cottrer                                                        |         |
| 16/12/2007            | Rybinsk     | Sprint style libre         | Anders Gløersen                                                                          | Ola Vigen Hattestad                                                                  | Øystein Pettersen                                                            |         |
| 28/12/2007 06/01/2008 | Tour de Ski | 8 étapes                   | Lukáš Bauer                                                                              | René Sommerfeldt                                                                     | Giorgio Di Centa                                                             | Détails |
| 22/01/2008            | Canmore     | Poursuite                  | Nikolaï Pankratov                                                                        | Giorgio Di Centa                                                                     | Axel Teichmann                                                               |         |
| 23/01/2008            | Canmore     | Sprint classique           | Børre Næss                                                                               | Ola Vigen Hattestad                                                                  | Eldar Rønning                                                                |         |
| 25/01/2008            | Canmore     | 15 km style libre          | Valerio Checchi                                                                          | René Sommerfeldt                                                                     | Pietro Piller Cottrer                                                        |         |
| 26/01/2008            | Canmore     | Sprint style libre         | Emil Jönsson                                                                             | Ivan Ivanov                                                                          | Matias Strandvall                                                            |         |
| 09/02/2008            | Otepää      | 15 km classique            | Lukáš Bauer                                                                              | Jaak Mae                                                                             | Ville Nousiainen                                                             |         |
| 10/02/2008            | Otepää      | Sprint classique           | Eldar Rønning                                                                            | John Kristian Dahl                                                                   | Ola Vigen Hattestad                                                          |         |
| 16/02/2008            | Liberec     | 15 km style libre          | Jean-Marc Gaillard                                                                       | Lukáš Bauer                                                                          | Christian Hoffmann                                                           |         |
| 17/02/2008            | Liberec     | Sprint par équipe          | Norvège II Martin Johnsrud Sundby Simen Østensen                                         | Finlande I Sami Jauhojärvi Ville Nousiainen                                          | Norvège I John Kristian Dahl Eldar Rønning                                   |         |
| 23/02/2008            | Falun       | Poursuite                  | Lukáš Bauer                                                                              | Tord Asle Gjerdalen                                                                  | Anders Södergren                                                             |         |
| 24/02/2008            | Falun       | Relais 4 × 10 km           | Norvège II Martin Johnsrud Sundby Chris Jespersen Morten Eilifsen Petter Northug         | Norvège I Jens Arne Svartedal Odd-Bjørn Hjelmeset Simen Østensen Tord Asle Gjerdalen | République tchèque Martin Jakš Lukáš Bauer Jiří Magál Martin Koukal          |         |
| 27/02/2008            | Stockholm   | Sprint classique           | Jens Arne Svartedal                                                                      | Børre Næss                                                                           | Emil Jönsson                                                                 |         |
| 01/03/2008            | Lahti       | Sprint style libre         | Anders Gløersen                                                                          | Andrew Newell                                                                        | Ola Vigen Hattestad                                                          |         |
| 02/03/2008            | Lahti       | 15 km classique            | Lukáš Bauer                                                                              | René Sommerfeldt                                                                     | Sergey Cherepanov                                                            |         |
| 05/03/2008            | Drammen     | Sprint classique           | Ola Vigen Hattestad                                                                      | Jens Arne Svartedal                                                                  | Emil Jönsson                                                                 |         |
| 08/03/2008            | Oslo        | 50 km style libre          | Anders Södergren                                                                         | Lukáš Bauer                                                                          | Remo Fischer                                                                 |         |
| Finale Coupe du monde |             |                            |                                                                                          |                                                                                      |                                                                              |         |
| 14/03/2008            | Bormio      | Prologue 3,3 km libre      | Pietro Piller Cottrer                                                                    | Tord Asle Gjerdalen                                                                  | Martin Jakš                                                                  |         |
| 15/03/2008            | Bormio      | Mass start 20 km classique | Vincent Vittoz                                                                           | Lukáš Bauer                                                                          | Tord Asle Gjerdalen                                                          |         |
| 16/03/2008            | Bormio      | 15 km libre                | Vincent Vittoz                                                                           | Lukáš Bauer                                                                          | Giorgio Di Centa                                                             |         |

### Femmes
| Date                  | Lieu        | Épreuve                    | Vainqueur                                                                              | Deuxième                                                                         | Troisième                                                                       | Détails |
| 27/10/2007            | Düsseldorf  | Sprint libre               | Natalia Matveeva                                                                       | Marit Bjørgen                                                                    | Anna Dahlberg                                                                   |         |
| 28/10/2007            | Düsseldorf  | Sprint par équipe          | Suède II Charlotte Kalla Britta Norgren                                                | Russie I Natalia Matveeva Natalja Korostelewa                                    | Finlande I Pirjo Muranen Virpi Kuitunen                                         |         |
| 24/11/2007            | Beitostølen | 10 km style libre          | Marit Bjørgen                                                                          | Vibeke Skofterud                                                                 | Charlotte Kalla                                                                 |         |
| 25/11/2007            | Beitostølen | Relais 4 × 5 km            | Norvège I Astrid Jacobsen Therese Johaug Vibeke Skofterud Marit Bjørgen                | Allemagne I Stefanie Böhler Katrin Zeller Evi Sachenbacher Claudia Künzel-Nystad | Finlande Riikka Sarasoja Aino Kaisa Saarinen Riitta Liisa Roponen Pirjo Muranen |         |
| 01/12/2007            | Kuusamo     | Sprint classique           | Petra Majdič                                                                           | Astrid Jacobsen                                                                  | Alena Procházková                                                               |         |
| 02/12/2007            | Kuusamo     | 10 km classique            | Marit Bjørgen                                                                          | Astrid Jacobsen                                                                  | Justyna Kowalczyk                                                               |         |
| 08/12/2007            | Davos       | 10 km classique            | Virpi Kuitunen                                                                         | Vibeke Skofterud                                                                 | Kristin Stormer Steira                                                          |         |
| 09/12/2007            | Davos       | Relais 4 × 5 km            | Norvège Kristin Muerer-Stemland Therese Johaug Kristin Stormer Steira Vibeke Skofterud | Allemagne Manuela Henkel Katrin Zeller Evi Sachenbacher-Stehle Stefanie Böhler   | Russie I Larisa Kurkina Olga Rotcheva Yulia Tchekaleva Natalja Korostelewa      |         |
| 15/12/2007            | Rybinsk     | 15 km style libre          | Astrid Jacobsen                                                                        | Natalja Korostelewa                                                              | Riitta Liisa Roponen                                                            |         |
| 16/12/2007            | Rybinsk     | Sprint style libre         | Kikkan Randall                                                                         | Astrid Jacobsen                                                                  | Natalja Korostelewa                                                             |         |
| 28/12/2007 06/01/2008 | Tour de Ski | 8 étapes                   | Charlotte Kalla                                                                        | Virpi Kuitunen                                                                   | Arianna Follis                                                                  | Détails |
| 22/01/208             | Canmore     | Poursuite                  | Justyna Kowalczyk                                                                      | Evgenia Medvedeva-Abruzova                                                       | Olga Rotcheva                                                                   |         |
| 23/01/2008            | Canmore     | Sprint classique           | Petra Majdic                                                                           | Astrid Jacobsen                                                                  | Justyna Kowalczyk                                                               |         |
| 25/01/2008            | Canmore     | 10 km style libre          | Valentina Shevchenko                                                                   | Evgenia Medvedeva-Abruzova                                                       | Justyna Kowalczyk                                                               |         |
| 26/01/2008            | Canmore     | Sprint style libre         | Chandra Crawford                                                                       | Pirjo Muranen                                                                    | Magda Genuin                                                                    |         |
| 09/02/2008            | Otepää      | 10 km classique            | Virpi Kuitunen                                                                         | Aino Kaisa Saarinen                                                              | Therese Johaug                                                                  |         |
| 10/02/2008            | Otepää      | Sprint classique           | Petra Majdič                                                                           | Astrid Jacobsen                                                                  | Virpi Kuitunen                                                                  |         |
| 16/02/2008            | Liberec     | 10 km style libre          | Astrid Jacobsen                                                                        | Justyna Kowalczyk                                                                | Charlotte Kalla                                                                 |         |
| 17/02/2008            | Liberec     | Sprint par équipe          | Norvège I Marit Bjørgen Astrid Jacobsen                                                | Finlande I Aino Kaisa Saarinen Pirjo Muranen                                     | Russie I Evgenia Shapovalova Natalia Matveeva                                   |         |
| 23/02/2008            | Falun       | Poursuite                  | Astrid Jacobsen                                                                        | Marit Bjørgen                                                                    | Aino Kaisa Saarinen                                                             |         |
| 24/02/2008            | Falun       | Relais 4 × 5 km            | Norvège I Ingri Aunet Tyldum Astrid Jacobsen Kristin Størmer Steira Marit Bjørgen      | Finlande Virpi Kuitunen Aino Kaisa Saarinen Riitta-Liisa Roponen Riikka Sarasoja | Allemagne Stefanie Böhler Katrin Zeller Claudia Nystad Evi Sachenbacher-Stehle  |         |
| 27/02/2008            | Stockholm   | Sprint classique           | Virpi Kuitunen                                                                         | Petra Majdič                                                                     | Madoka Natsumi                                                                  |         |
| 01/03/2008            | Lahti       | Sprint style libre         | Chandra Crawford                                                                       | Natalia Matveeva                                                                 | Evi Sachenbacher-Stehle                                                         |         |
| 02/03/2008            | Lahti       | 10 km classique            | Virpi Kuitunen                                                                         | Valentina Shevchenko                                                             | Katrin Zeller                                                                   |         |
| 05/03/2008            | Drammen     | Sprint classique           | Virpi Kuitunen                                                                         | Petra Majdič                                                                     | Astrid Jacobsen                                                                 |         |
| 08/03/2008            | Oslo        | 30 km style libre          | Valentina Shevchenko                                                                   | Charlotte Kalla                                                                  | Claudia Nystad                                                                  |         |
| Finale Coupe du monde |             |                            |                                                                                        |                                                                                  |                                                                                 |         |
| 14/03/2008            | Bormio      | Prologue 2,5 km libre      | Claudia Nystad                                                                         | Astrid Jacobsen                                                                  | Riitta-Liisa Roponen                                                            |         |
| 15/03/2008            | Bormio      | Mass start 10 km classique | Virpi Kuitunen                                                                         | Justyna Kowalczyk                                                                | Marit Bjørgen                                                                   |         |
| 16/03/2008            | Bormio      | 10 km libre                | Virpi Kuitunen                                                                         | Justyna Kowalczyk                                                                | Claudia Nystad                                                                  |         |